# Dirty Harry
Dirty Harry er en film fra 1971 om strømeren Harry Callahan, der går sine egne veje. Clint Eastwoods hovedrolle i filmen, regnes som en af hans bedste roller. Filmen er den første i Dirty Harry-filmserien, der i første omgang blev fulgt op af Dirty Harry går amok i 1973, men som i alt nåede op på fem film.
Filmen har fostret et af de meste berømte filmcitater:
| Citat | I know what you're thinking. Did he fire six shots or only five? Well, to tell you the truth, in all this excitement I kinda lost track myself. But being this is a .44 Magnum, the most powerful handgun in the world, and would blow your head clean off, you've got to ask yourself one question: Do I feel lucky? Well, do ya, punk? | Citat |
|       | |       |

Filmen blev positivt modtaget, og er siden blevet blandt verdens bedste film adskillige gange. Den var ligeledes økonomisk ekstremt succesfuld, og indtjente næsten ti gange så meget som budgettet var på.

## Handling
En sadistisk snigskytte (Andy Robinson) som kalder sig Scorpio (løst baseret på Zodiac Killer) myrder en pige og kræver løsepenge fra byen for ikke at skyde nye ofre. Harry Callahan (Clint Eastwood) bliver sat på sagen, og han har ikke meget til overs for de spilleregler, som borgmesteren (John Vernon) insisterer på skal følges.
Med sin trofaste kaliber .44 Magnum Smith & Wesson Model 29 sætter han efter Scorpio.

## Medvirkende
- Clint Eastwood som SFPD drabsefterforsker Harry Callahan
- Andy Robinson som Scorpio
- Harry Guardino som SFPD Homicide Lt. Al Bressler
- Reni Santoni som SFPD drabsefterforsker Chico Gonzalez
- John Vernon som borgmester i San Francisco
- John Larch som Chief of Police
- John Mitchum som SFPD Homicide Inspector Frank "Fatso" DiGiorgio
- Woodrow Parfrey som Jaffe
- Josef Sommer som statsanklager William T. Rothko
- Albert Popwell som bankrøver
- Lyn Edgington som Norma Gonzalez
- Ruth Kobart som skolebuschauffør Marcella Platt
- Lois Foraker som Hot Mary
- William Patterson som dommer Bannerman
- Craig Kelly som SFPD overbetjent Reineke

## Modtagelse

### Anmeldelser
Filmen skabte kontroverser ved udgivelsen, da den startede en debat over emner fra politivold til ofres rettigheder og håndhævelsen af loven. Feminister var særligt oprørte over filmen og demonstrerede ude foran Dorothy Chandler Pavilion ved Academy Awards, hvor de holdt bannere på med tekst som "Dirty Harry is a Rotten Pig".
Jay Cocks fra Time Magazine roste Eastwoods præstation som Dirty Harry, og beskrev ham som at have "givet sin hidtil bedste præstation, anspændt, hård og fuld af implicitte identifikationer med hans rolle". Neal Gabler roste også Eastwood for filmen: "Der er en utrolig glæde i at se Clint Eastwood gøre, hvad han gør, og han gør det så godt." Filmkritikeren Roger Ebert roste filmen tekniske meritter, men fordømte filmen for dens "fascistiske moralske tilgang." En del af det filippinske politi bestilte en udskrift af filmen til træning.
Filmen har siden nydt øget positiv omtale, og bliver ofte listet blandt de de bedste film nogensinde. I 2008 blev Dirty Harry valgt af Empire som en af de 500 bedste film nogensinde. Den blev også listet blandt The New York Times' 1000 bedste film. I januar 2010 inkluderede Total Film filmen på sin liste over det bedste 100 film, der er produceret. TV Guide og Vanity Fair har også haft Dirty Harry med på deres top 50 over de bedste film.
En generation senere bliver Dirty Harry betragtet som en af de bedste film fra 1971. Hovedsageligt baseret på anmeldelser fra 2000'erne har filmen en rating på 95% positive tilkendegivelser på filmhjemmesiden Rotten Tomatoes. Den blev nomineret til Edgar Allan Poe Awards for Bedste Manuskript.
I 2014 lavede Time Out en afstemning blandt adskillige filmanmeldere, instruktører og skuespiller for at finde deres favoritfilm. Dirty Harry blev nummer 78 på denne liste.

### Indtjening
Premieren på Dirty Harry blev holdt på Loews' Market Street Cinema, 1077 Market Street (San Francisco), den 22. december, 1971. Det var den fjerde bedst sælgende film i 1971, og indtjente $36 millioner i de amerikanske biograf, hvilket gjorde den til en stor kommerciel succes i forhold til filmens beskedne budget på $4 millioner.

### Home media
Warner Home Video ejer rettighederne til Dirty Harry-serie. Selskabet udgav filmen første gang på VHS og Betamax i 1979. Dirty Harry er blevet genudgivet på DVD tre gange; i 1998, 2001 og 2008. Den er også blevet udgivet i adskillige DVD-bokssæt. Dirty Harry blev udsendt i HD på Blu-ray i 2008. Kommentatoren på DVD-udgaven fra 2008 var Richard Schickel, der har skrevet en biografi om Clint Eastwood. Sammen med sine efterfølgere er filmen blevet udgivet i HD via Digital distribution services, inklusive iTunes Store.